# Arrondissement Forcalquier
Forcalquier is een arrondissement van het Franse departement Alpes-de-Haute-Provence in de regio Provence-Alpes-Côte d'Azur. De onderprefectuur is Forcalquier.

## Kantons
Het arrondissement was tot 2014 samengesteld uit de volgende kantons:
- Kanton Banon
- Kanton Forcalquier
- Kanton Manosque-Nord
- Kanton Manosque-Sud-Est
- Kanton Manosque-Sud-Ouest
- Kanton La Motte-du-Caire
- Kanton Noyers-sur-Jabron
- Kanton Peyruis
- Kanton Reillanne
- Kanton Saint-Étienne-les-Orgues
- Kanton Sisteron
- Kanton Turriers
- Kanton Volonne

Na de herindeling van de kantons bij decreet van 24 februari 2014, met uitwerking op 22 maart 2015 en de wijziging van de arrondissementsgrenzen op 1 januari 2017, omvat het arrondissement volgende kantons:
- Kanton Château-Arnoux-Saint-Auban
- Kanton Forcalquier
- Kanton Manosque-1
- Kanton Manosque-2
- Kanton Manosque-3
- Kanton Oraison  ( deel : 1/3 )
- Kanton Reillanne
- Kanton Seyne  ( deel : 20/34 )
- Kanton Sisteron